# Bhajji aux oignons
Pour les articles homonymes, voir Bhajji (homonymie).
Le bhajji aux oignons (ou simplement bhajji) est un mets indien de type beignet d'oignon, qui peut se cuisiner d'après des milliers de recettes.
On le sert habituellement comme garniture avec plusieurs mets indiens, mais il est devenu populaire comme mets unique.
Les ingrédients de base sont de la pâte composée d'oignons coupés, mélangés avec du riz et de la farine de pois chiche, des épices et parfois des herbes. L'ensemble est ensuite frit jusqu'à ce qu'il soit bien doré. Ils sont traditionnellement cuisinés pour avoir un goût doux.
Les bhajji aux oignons sont souvent consommés en tant que hors-d'œuvre dans des repas indiens avec des pappadam et d'autres petits mets.
Il est recommandé de servir les bhajji aux oignons accompagnés de salade et d'un zeste de citron, ou bien avec un chutney à la mangue.
En Tanzanie, des bhajji sont souvent intégrés à l'urojo. 